# Drietoma
Drietoma (in tedesco  Dretoma o Dretma, in ungherese Drétoma) è un comune della Slovacchia facente parte del distretto di Trenčín, nella regione omonima.
Fu menzionato per la prima volta in un documento storico nel 1321 come importante sede di una gabella medievale sulla strada che conduceva in Moravia. All'epoca apparteneva ai conti Pécsovicsó / Pečovičov. Successivamente passò ai latifondisti Szomary/ Zamarský, Szablaty / Zablatský, alla Signoria di Trenčín, e infine al vescovato di Nitra.